# Shane Cansdell-Sherriff
Shane Lewis Cansdell-Sheriff (Sydney, 10 novembre 1982) è un ex calciatore australiano, di ruolo difensore.

## Palmarès

### Club

#### Competizioni nazionali
- Football League Two: 1

Burton Albion: 2014-2015